# 倉田秀也
倉田 秀也（くらた ひでや、1961年 - ）は、日本の国際政治学者。専門は、国際関係論・朝鮮半島政治外交・核不拡散体制論。防衛大学校人文社会科学群教授。

## 略歴
- 1961年 三重県生まれ
- 1985年 慶應義塾大学法学部政治学科卒業、慶應義塾大学大学院法学研究科修士課程進学
1986年-1987年 韓国・延世大学校社会科学大学院（慶應義塾交換留学生）
- 1988年 慶應義塾大学大学院法学研究科修士課程修了
- 1995年 同大学院法学研究科博士課程単位取得退学（学部、修士課程、博士後期課程と、小此木政夫が指導教員）

## 研究歴
- 1991年 常葉学園富士短期大学専任講師
- 1996年 同助教授
- 2001年 同大学退職、杏林大学社会科学部（総合政策学部）助教授
- 2005年 同教授
- 2008年 同大学退職、防衛大学校教授

## 著書

### 共編著
- （平岩俊司・鐸木昌之）『朝鮮半島と国際政治――冷戦の展開と変容』（慶應義塾大学出版会, 2005年）

### 共著（部分執筆）
- 渡辺利夫・玉城素編『北朝鮮――崩落か、サバイバルか』（サイマル出版会, 1993年）
- 岡部達味編『ポスト冷戦のアジア太平洋』（日本国際問題研究所, 1993年）
- 小此木政夫編『ポスト冷戦の朝鮮半島』（日本国際問題研究所, 1994年）
- 岡部達味編『アジア政治の未来と日本』（勁草書房, 1995年）
- 横手慎二・富田広士編『地域研究と現代の国家』（慶應義塾大学出版会, 1998年）
- 小此木政夫編『金正日時代の北朝鮮』（日本国際問題研究所, 1999年）
- 小此木政夫・文正仁編『日韓共同研究叢書（4）市場・国家・国際体制』、（慶應義塾大学出版会, 2001年）
- 田久保忠衛・平松茂雄・斎藤元秀編『テロの時代と新世界秩序』（時事通信社, 2002年）
- 森本敏編『ミサイル防衛』（日本国際問題研究所, 2002年）
- 森本敏編『アジア・太平洋の多国間安全保障』（日本国際問題研究所, 2003年）
- 黒沢満編『大量破壊兵器の軍縮論』（信山社出版, 2004年）
- 河野武司・岩崎正洋編『利益誘導政治――国際比較とメカニズム』（芦書房, 2004年）
- 山本武彦・天児慧編『東アジア共同体の構築（1）新たな地域形成』（岩波書店, 2007年）
- 高木誠一郎編『米中関係』（日本国際問題研究所, 2007年）
- 浅田正彦・戸崎洋史編『核軍縮不拡散の法と政治』（信山社出版, 2008年）

### 訳書
- ヴィクター・D・チャ『米日韓 反目を超えた提携』（有斐閣, 2003年）